# チェビアン
幾何学において、チェビアン（英: Cevian）またはチェバ線とは三角形の頂点とその対辺を結ぶ線分の総称である。中線や角の二等分線などはチェバ線の特別な場合である。チェバ線に関する有名な定理を発表したジョバンニ・チェバに由来する。

## 辺長

三角形とそのチェビアンd

### スチュワートの定理
チェビアンの長さdはスチュワートの定理を用いて次の式で求めることができる。
{\displaystyle \,b^{2}m+c^{2}n=a(d^{2}+mn)}

### 中線
中線である場合、中線定理を用いることができる。
{\displaystyle \,m(b^{2}+c^{2})=a(d^{2}+m^{2})}
{\displaystyle \,2(b^{2}+c^{2})=4d^{2}+a^{2}}
{\displaystyle d={\frac {\sqrt {2b^{2}+2c^{2}-a^{2}}}{2}}}
ただしa = 2m。

### 角の二等分線
角の二等分線の場合、以下の様に求められる。
{\displaystyle (b+c)^{2}=a^{2}\left({\frac {d^{2}}{mn}}+1\right)}
{\displaystyle d^{2}+mn=bc}
{\displaystyle d={\frac {2{\sqrt {bcs(s-a)}}}{b+c}}}
ただし、sは半周長。

### 頂垂線
頂垂線である場合、次の様に求められる。
{\displaystyle \,d^{2}=b^{2}-n^{2}=c^{2}-m^{2}}
{\displaystyle d={\frac {2{\sqrt {s(s-a)(s-b)(s-c)}}}{a}}}

## 比率

3つのチェビアンが共点

図の様に、それぞれの頂点に対するチェビアンが内部の1点で交わっているとき、以下の式が成り立つ。
{\displaystyle {\begin{aligned}&{\frac {\overline {AF}}{\overline {FB}}}\cdot {\frac {\overline {BD}}{\overline {DC}}}\cdot {\frac {\overline {CE}}{\overline {EA}}}=1\\&\\&{\frac {\overline {AO}}{\overline {OD}}}={\frac {\overline {AE}}{\overline {EC}}}+{\frac {\overline {AF}}{\overline {FB}}}\\&\\&{\frac {\overline {OD}}{\overline {AD}}}+{\frac {\overline {OE}}{\overline {BE}}}+{\frac {\overline {OF}}{\overline {CF}}}=1\\&\\&{\frac {\overline {AO}}{\overline {AD}}}+{\frac {\overline {BO}}{\overline {BE}}}+{\frac {\overline {CO}}{\overline {CF}}}=2\end{aligned}}}
最初の式はチェバの定理である。 

### 中界線
周長を二等分するチェビアンは中界線と呼ばれ、ナーゲル点で交わる。

### 面積の二等分線
面積を二等分するチェビアンは中線であり、重心で交わる。

### 角の三等分線
角の三等分線6本のうち、辺に対して同じ側にあるもの交点は、モーリーの三角形と呼ばれる正三角形を成す。

## チェビアンで分割された三角形の面積
ラウスの定理によって三角形とチェビアンで作られた三角形との比を決定することができる。

## チェバ三角形
△ABCと点Pについて直線BC, APの交点をD、直線CA, BPの交点をE,直線AB, CPの交点をFとする。このとき、線分AD, BE, CFをチェバ族、チェバ単体という。また、△DEFをPのチェバ三角形（Cevian triangle）という。Pの重心座標をp : q : rとし、D, E, Fの重心座標は以下の様に与えられる。
{\displaystyle D=0:q:r,\quad E=p:0:r,\quad F=p:q:0}

### 例
- 重心のチェバ三角形は中点三角形。
- 垂心のチェバ三角形は垂足三角形。

### チェバ円
チェバ三角形の外接円をチェバ円（Cevian circle）という。

#### 例
- 重心、垂心のチェバ円は九点円。
- ジェルゴンヌ点のチェバ円は内接円。

### チェバ円共役
△ABCと点Pについて、Pのチェバ三角形を△DEF、チェバ円をΓとする。またΓとBC, CA, ABの、D, E, Fでない方の交点をそれぞれA", B", C"とする。このとき、3つのチェビアンAA", BB", CC"は一点で交わる。この3つのチェビアンの交点を、チェバ円共役点（Cyclocevian conjugate）という。またチェバ円共役点のチェバ三角形を Cyclocevian triangle という。チェバ円共役が成り立つことはテルケムの定理と呼ばれている。

#### 例
- ジェルゴンヌ点は自身とチェバ円共役。
- 重心と垂心はチェバ円共役。

Pの三線座標をp : q : r、三角形の辺長をそれぞれa, b, cとし、チェバ円共役点の三線座標は次の式で与えられる。
{\displaystyle {\frac {1}{a(p^{2}q^{2}+p^{2}r^{2}-q^{2}r^{2})+2pqr(ap+bq+cr)\cos A}}:{\frac {1}{b(q^{2}r^{2}+q^{2}p^{2}-r^{2}p^{2})+2pqr(ap+bq+cr)\cos B}}:{\frac {1}{c(r^{2}p^{2}+r^{2}q^{2}-p^{2}q^{2})+2pqr(ap+bq+cr)\cos C}}}

### 反チェバ三角形
△ABCと点Pについて、以下の3つの条件を満たす三角形△A'B'C'をPの反チェバ三角形（Anticevian triangle）またはより一般の次元を考えて反チェバ単体という。
- A', B', C'はそれぞれAP, BP, CP上にある。
- B'C', C'A', A'B'はそれぞれ点A, B, Cを通る。
- △A'B'C'に対するPのチェバ三角形は△ABCである。

Pの三線座標をp : q : rとし、A', B', C'の三線座標は以下の様に与えられる。
{\displaystyle A'=-p:q:r,\quad B'=p:-q:r,\quad C'=p:q:-r}

#### 例
- 内心の反チェバ三角形は傍心三角形。
- 重心の反チェバ三角形は反中点三角形。
- 類似重心の反チェバ三角形は接線三角形。

## チェバ共役
△ABCと任意の2点P, Qについて、Pのチェバ三角形とQの反チェバ三角形は配景である。この配景の中心をQのPチェバ共役点（Ceva conjugate）という。

### 例
- ミッテンプンクトと内心は重心チェバ共役[9]。
- 類似重心と外心は重心チェバ共役。

Pの三線座標をp : q : r、Qの三線座標をp' : q' : r' とすると、QのPチェバ共役点の三線座標は以下の式で与えられる。
{\displaystyle p'(-{\frac {p'}{p}}+{\frac {q'}{q}}+{\frac {r'}{r}}):q'(-{\frac {q'}{q}}+{\frac {r'}{r}}+{\frac {p'}{p}}):r'(-{\frac {r'}{r}}+{\frac {p'}{p}}+{\frac {q'}{q}})}
このように3つの三角形D, E, Fについて、DがEの、EがFのチェビアン三角形になっていることをチェバ線の入れ子（Cevian nest）という。チェバ線の入れ子の2組が配景的であるとき、残り1組も配景的である。

## チェバ点
△ABCと任意の点P,Qについて、Qの反チェバ三角形を△A"B"C"、BC, A"Pの交点をA'とする。B',C'も同様に定義する。 △ABCと△A'B'C'  は配景的であり、配景の中心をP, Qのチェバ点（Cevapoint）という。このときPは、QのP, Qのチェバ点チェバ共役、QはPのP, Qのチェバ点チェバ共役といえる。
Pの三線座標をp : q : r、Qの三線座標をp' : q' : r' とすると、P, Qのチェバ点の三線座標は以下の式で与えられる。
{\displaystyle (pq'+qp')(pr'+rp'):(qr'+rq')(qp'+pq'):(rp'+pr')(rq'+qr')}